# Stuifmeel

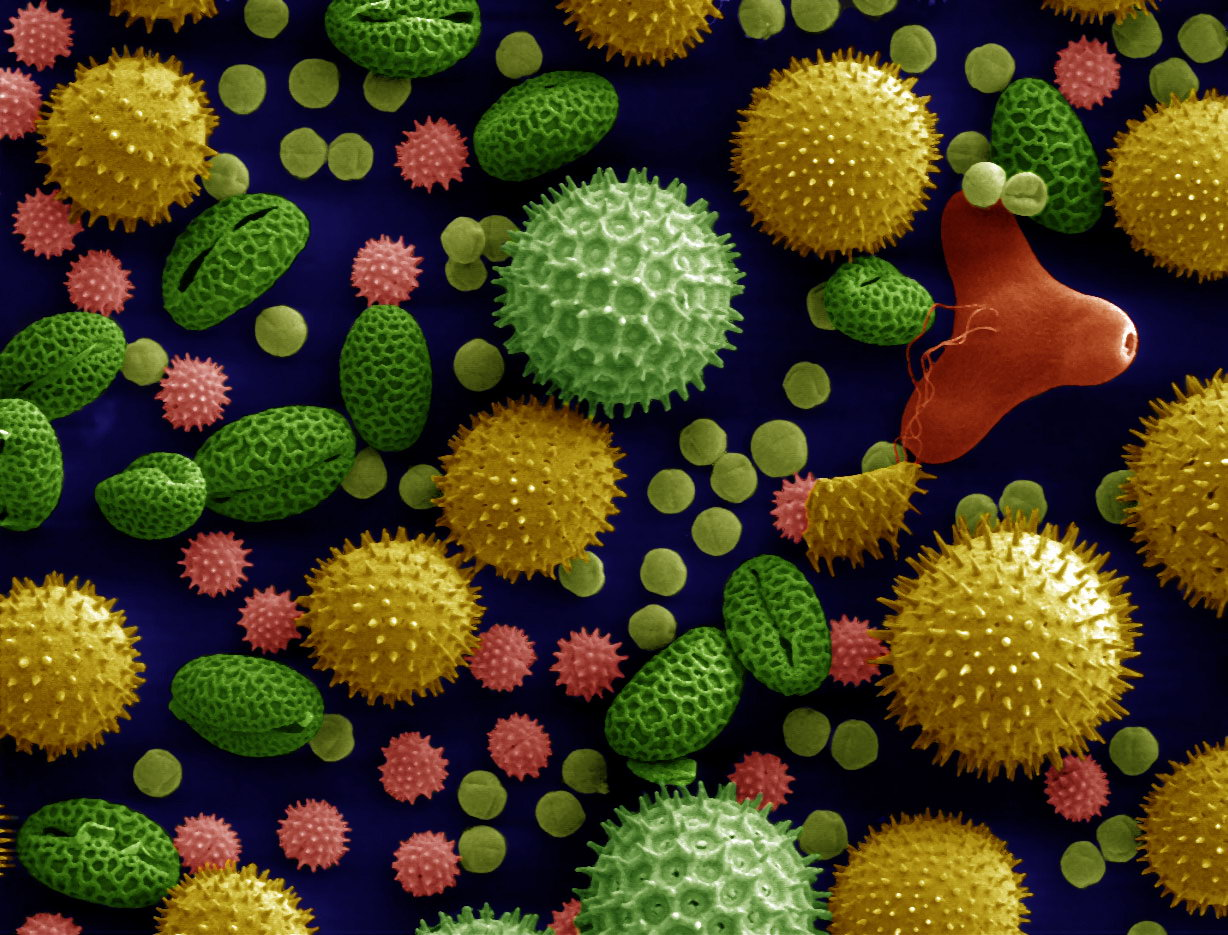
Rasterelektronenmicroscoopfoto van stuifmeelkorrels van verschillende bekende planten, Helianthus annuus, Ipomoea purpurea, Sidalcea malviflora, Lilium auratum, Oenothera fruticosa en Ricinus communis

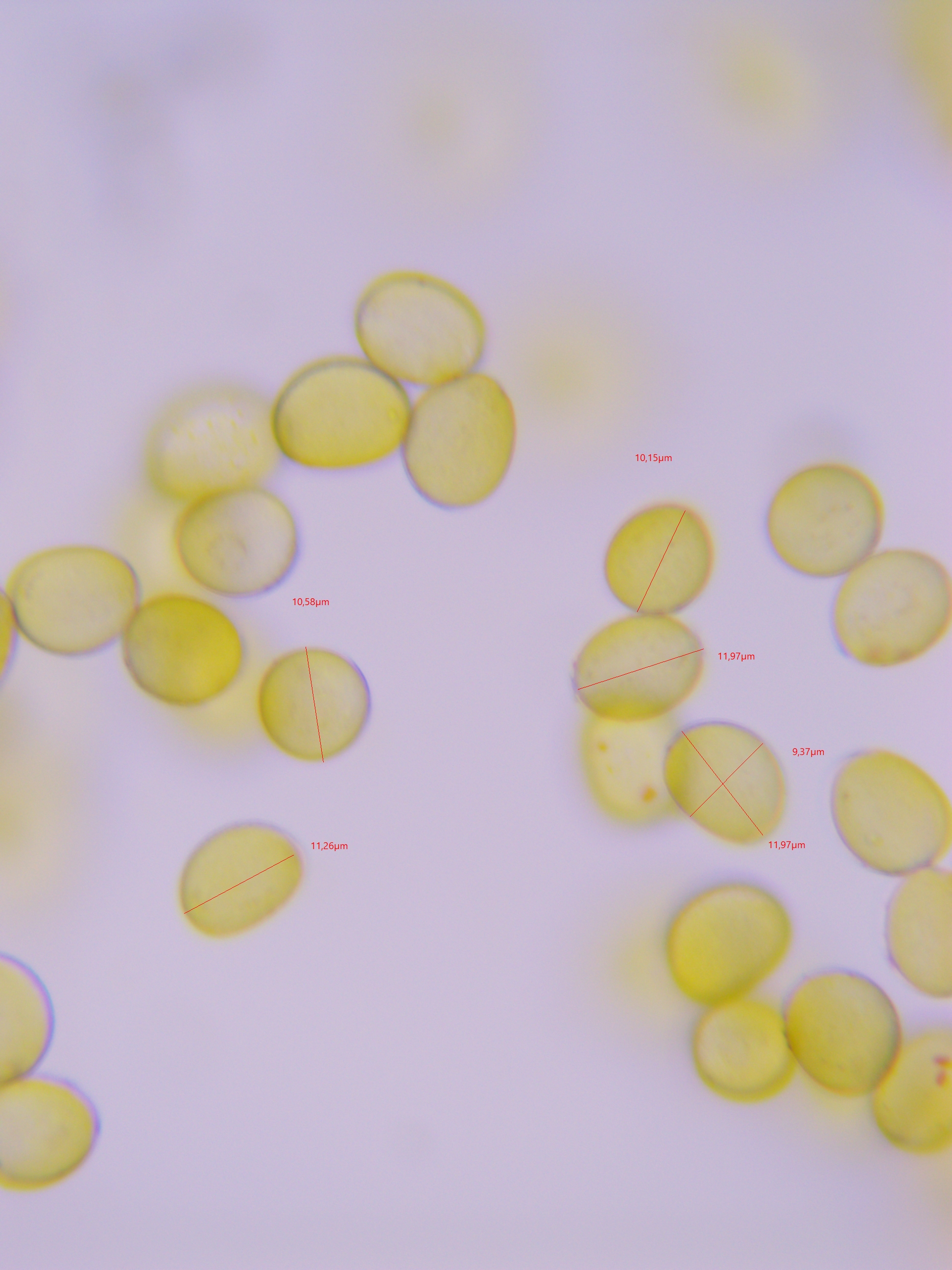
Stuifmeelkorrels van gewoon sneeuwklokje (Galanthus nivalis).

Stuifmeel oftewel pollen bestaat uit de mannelijke sporen (microsporen) van zaadplanten. Het is afkomstig van de meeldraden van bloemen, van katjes of van de mannelijke kegels van naaktzadigen. 
De stuifmeelcellen worden gevormd in de microsporangia. Bij bloemen heet een microsporangium helmknop, deze staat bovenaan de meeldraad. Binnen de stuifmeelkorrels ontwikkelt zich bij bedektzadigen de uiterst gereduceerde microgametofyt, die bestaat uit celplasma met meerdere celkernen. Bij de voorouders van de zaadplanten ontwikkelde de gametofyt zich nog tot een volledige plant; die is nu in een proces van "verborgen generatiewisseling" teruggebracht tot het uiterste minimum. Er zijn twee generatieve kernen (overeenkomende met zaadcel-kernen), die bij bloemplanten zorgen voor de dubbele bevruchting. De stuifmeelkorrel komt in zijn hoedanigheid van spore dus niet overeen met een zaadcel.
Als het stuifmeel terechtkomt op de stamper van een andere bloem van dezelfde soort groeit vanuit de stuifmeelkorrel een pollenbuis naar binnen, die contact maakt met de nucellus. Eén spermakern versmelt met de eicelkern en bij de bedektzadigen versmelt een tweede spermakern uit de pollenbuis met de secundaire embryozak-kern in de embryozak voor de vorming van het endosperm.
Het overbrengen van stuifmeel gebeurt door de wind of door dieren: meestal insecten, maar ook wel door water, vogels of vleermuizen. Er zijn ook plantensoorten die zichzelf bevruchten. De windbestuivers produceren stuifmeel dat via de lucht wordt verspreid en op andere bloemen terechtkomt. Deze windbestuivers, zoals gras en allerlei bomen, hebben meestal onopvallende bloemen - ze trekken niet de aandacht van bestuivers. Het stuifmeel dat door de wind verplaatst wordt kan bij mensen hooikoorts veroorzaken.
In sommige gevallen treden bloemen op, die geen stuifmeel produceren; ze zijn mannelijk steriel. Hiervan wordt veel gebruikgemaakt bij het produceren van F1-hybride rassen. Het verschijnsel komt echter ook in de natuur voor.

## Taal
Het onzijdige woord pollen, van Latijnse oorsprong, is in de Nederlandse taal een woord dat alleen in het enkelvoud voorkomt: een singulare tantum. Ook het onzijdige woord stuifmeel komt enkel in het enkelvoud voor.

## Pollentypes
Pollen kan uiteenlopende vormen hebben:
- Sulcaat, dat wil zeggen met één plooi in de lengte aan de kant tegenover waar de pollenkorrel als tetrade met drie andere verbonden was. Dit type pollen wordt beschouwd als de oorspronkelijke vorm en komt voor bij alle naaktzadigen en bij de vroegste aftakkingen van de bedektzadigen, zoals de Magnoliales en wordt aangetroffen vanaf het Trias. Sulcaat pollen komt vaak samen voor met andere oorspronkelijke eigenschappen zoals klieren in de bladeren, veel vrije meeldraden gerangschikt in spiralen en veel vrije vruchtbeginsels.
- Tricolpaat, met drie plooien op andere plaatsen. Colpaat pollen wordt algemeen vanaf het eind van het Onderkrijt (Albien).
- Triporaat, met drie poriën in het oppervlak. Poraat pollen wordt een tiental miljoen jaar later algemeen dan colpaat pollen, namelijk in het vroege Bovenkrijt (Cenomanien).
- Multi-aperturaat, met meer dan drie openingen, komt voor met plooien (pancolpaat of polycolpaat) en met poriën (panporaat of polyporaat). Multi-apperturaat komt juist veel voor in combinatie met afgeleide kenmerken zoals differentiatie in kelk en kroon, een vergroeide kroon en tweezijdig symmetrische bloemen.[2]

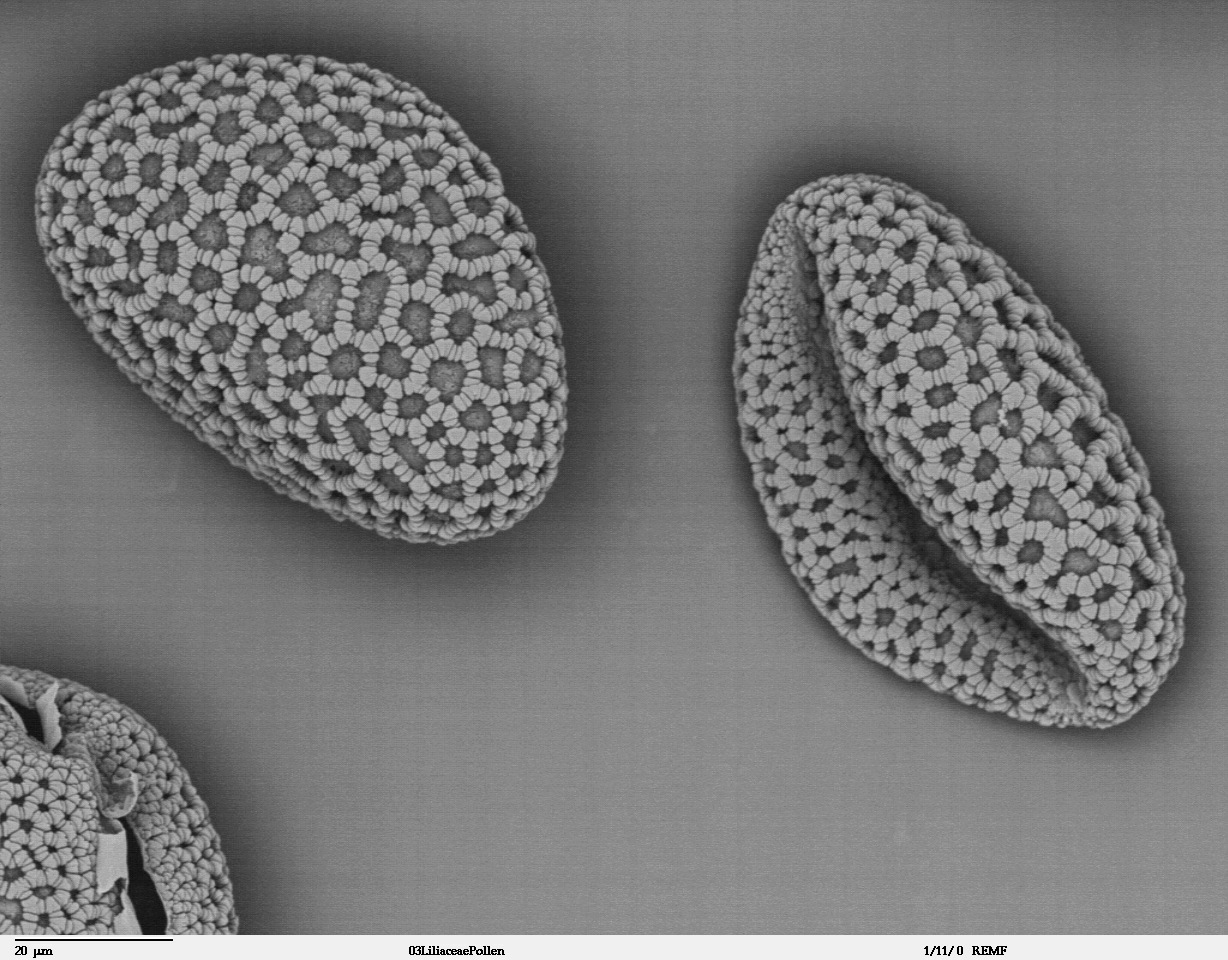
Sulcaat pollen van Lilium auratum
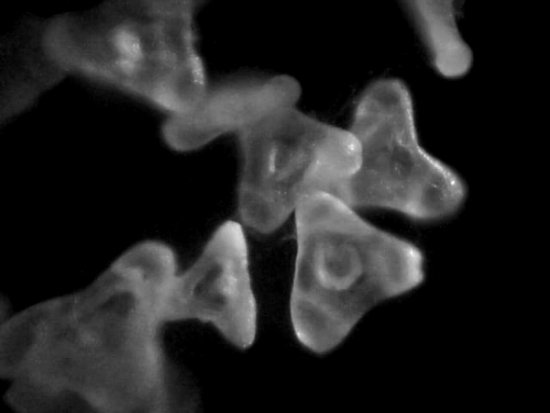
Triporaat pollen van Oenothera speciosa
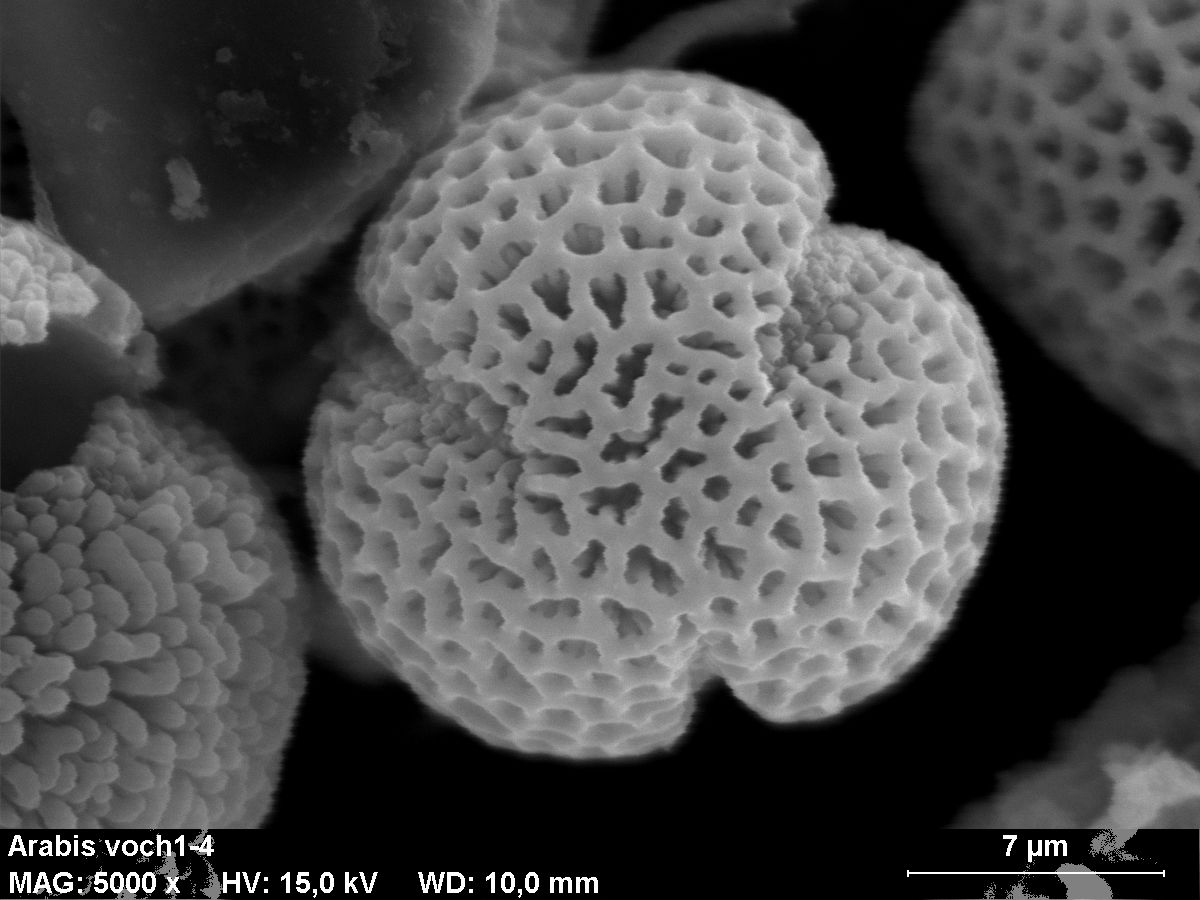
Tricolpaat pollen van Arabis spec.

## Insecten en stuifmeel
Bijen en hommels nemen niet alleen de nectar uit een bloem mee om op te slaan in hun korf, maar ook vaak stuifmeel, dat aan hun lijf blijft kleven of dat ze aan elkaar gekleefd als stuifmeelkorfjes aan hun pootjes meenemen. Hiermee dekken de bijen en hommels hun behoefte aan eiwitten, vetten, mineralen en vitamines. Ook zweefvliegen en andere vliegen leven van stuifmeel.
Deze stuifmeelkorrels kunnen door imkers te koop aangeboden worden. Het voelt droog en enigszins kleverig aan en smaakt relatief droogzoet.

## Verplaatsing van stuifmeel
In het voorjaar produceren bomen en bloeiende grassen bij warm en zonnig weer en een lage relatieve luchtvochtigheid veel stuifmeel, dat vervolgens door de wind wordt verspreid. Vooral stuifmeelkorrels afkomstig van dennen, berken, sparren en andere coniferen kunnen bij een krachtige wind afstanden afleggen van honderden kilometers. Wanneer 's nachts de wind gaat liggen, valt het stuifmeel op het aardoppervlak, waar het als een dun lichtgeel laagje zichtbaar wordt.
Het stuifmeel, dat vaak wordt aangezien voor zand of saharastof, is vooral goed zichtbaar op tuinmeubilair en auto's. De hoeveelheden zijn enorm groot: op een schuin liggend tuimelraam met een oppervlakte van één vierkante meter komen onder gunstige omstandigheden naar schatting meer dan een miljard stuifmeelkorrels terecht.
Als het na een warme periode, waarin veel stuifmeelkorrels worden verspreid gaat regenen, blijven restanten daarvan zichtbaar als gele kringen op het plaveisel. De waterplassen die zich door de regen vormen spoelen immers vol met stuifmeel dat op de grond ligt. Door verdamping wordt het stuifmeel naar de rand van de plas gedreven, waar het na opdroging van de waterplas achterblijft. Ook na een geringe hoeveelheid regen blijven de restanten van het stuifmeel goed zichtbaar.

## Chemische samenstelling
Stuifmeel bestaat vooral uit eiwitten (7 - 35 %), koolhydraten (15 - 35 %), vetten (2 - 15 %) en water (5 - 40 %) en daarnaast uit mineralen (kalium, magnesium, calcium, ijzer, fosfor, zwavel, mangaan, silicium, koper) en aminozuren. In stuifmeel zijn veel vitamines aangetroffen, zoals B1 (thiamine), B2 (riboflavine), B3 (nicotinamide), B6 (pyridoxide), B8 (biotine), B9 (foliumzuur), B12, nicotinezuur, C (ascorbinezuur), pantoteenzuur, in mindere mate A (retinol), D (ergosterol) E (tocoferol), K (fytomenadion) en rutine.

## Stuifmeel en vegetatiegeschiedenis
De celwanden van stuifmeelkorrels blijven goed bewaard in de bodem. Omdat elke plantenfamilie of soms zelfs elke plantensoort stuifmeelkorrels met een andere vorm produceert, kan stuifmeel veel informatie verschaffen. Zo kan uit de aanwezigheid van stuifmeelkorrels in lagen waarin archeologische vondsten worden gedaan iets gezegd worden over welke planten in de omgeving groeiden.
Uit boorkernen uit meren of venen, waar de omstandigheden om stuifmeel te bewaren beter zijn dan op het land, kan een vegetatiegeschiedenis van duizenden jaren opgemaakt worden. Dit behoort tot het wetenschapsgebied van de palynologie. Vooral het stuifmeel van windbestuivers wordt getransporteerd over grote afstanden en wordt goed bewaard in de natuurlijke archieven. Ook produceren niet alle planten evenveel stuifmeel, zodat bijvoorbeeld berk oververtegenwoordigd is. Daarnaast is het stuifmeel van plantensoorten die langs de waterkant staan ook meer aanwezig dan de planten verder weg.
Er zijn modellen gemaakt waarmee de huidige vegetatie met recentelijk afgezet pollen wordt vergeleken. Dit pollen is dan ingevangen in stuifmeelvallen, mossen, of meer- en veenoppervlaktes. Op basis hiervan wordt er een 'pollenproductiviteit' per soort berekend. Deze waarde kan dan worden gebruikt om de stuifmeeldiagrammen uit de lange boorkernen te herwaarderen.
De lange vegetatiegeschiedenissen die zo verkregen zijn, worden ook gebruikt bij het klimaatonderzoek. Ook kan zo bekeken worden wat de invloed was van bijvoorbeeld de mens op zijn omgeving, in tijden waarover geen geschreven documenten bestaan.

## Forensisch onderzoek
Stuifmeelkorrels hebben bij forensisch onderzoek ook hun betekenis. Door het stuifmeel op een lijk te bestuderen, kan soms geconstateerd worden waar het overlijden heeft plaatsgevonden. Ook kan een vergelijking gemaakt worden tussen stuifmeel aangetroffen op een verdachte en de plaats van het misdrijf en eventuele locaties die als alibi zijn opgegeven door de verdachte om te kijken waar de verdachte in werkelijkheid is geweest. Hetzelfde kan gedaan worden voor het slachtoffer; er kan bepaald worden of de plaats waar het lichaam gevonden is ook de plaats is waar het feit heeft plaatsgevonden.

## Gezondheid mens
Stuifmeel van verscheidene boomsoorten, grassen en andere kruiden kan gezondheidsklachten opleveren, in eerste instantie veelal via hooikoorts. Het verwerken van stuifmeel in voedsel wordt door imkers en bepaalde voedselproducenten gepropageerd omdat het eten hiervan ten goede zou komen aan de menselijke gezondheid.